# Лотар кристал
Лотар кристал (такође познат као Сузанин кристал) је гравирани драгуљ из Лотарингије у северозападној Европи, који приказује сцене из библијске приче о Сузани, а датира из периода 855–869. Лотаров кристал је предмет у колекцији Британског музеја.

## Опис
Оригинални елемент је кружни диск од провидног кварца, димензија 11,5 цм у пречнику. Угравирано је осам сцена које приказују причу о Сузани и старешинама, описану у Књизи пророка Данила (али је протестанти сматрају делом апокрифа). Сузана је прво приказана како је старешине лажно оптужују и осуђују због прељубе. Данило испитује старешине, открива њихово лажно сведочанство и организује њихово погубљење каменовањем. У последњој сцени, Сузана је проглашена невином. Сцене су праћене кратким натписима на латинском језику преузетим из Вулгате.
Гравира на кристалу је изведена у препознатљивом стилу раног средњег века, који потиче из рукописних цртежа попут оних у Утрехтском псалтиру. Кристал је окружен позлаћеним бакарним оквиром из 15. века са лишћем у оквиру, који је можда некада био приписан Светом Елигију (око 588 – 660), заштитнику златара.

## Упознавање
На кристалу је натпис LOTHARIVS REX FRANC[ORVM ME FI]ERI IVSSIT („Лотар, краљ Франака, наредио је да будем направљен“), што се вероватно односи на Лотара II. Лотар I је себе називао imperator (цар), док се Лотар II називао rex (краљ), попут заштитника кристала; стога је вероватно да је настао у време Лотара II, вероватно око средине 9. века, што га чини касним примером каролиншке уметности.
Други су коментарисали необичну формулацију титула Лотара II, јер се никада није називао „франачким“. Штавише, име Лотара II се у време стварања увек писало и изговарало као Хлотаријус. Слово „х“ је избачено из старог доњефраначког језика тек крајем 9. века, што би указивало на то да је ред додат након владавине Лотара II или да је кристал можда направио неко други. Сајмон МакЛин је стога претпоставио да је француски краљ Лотар из 10. века наредио израду кристала. С друге стране, Матс Дијкдрент сматра да је стих могао бити додат како би се уверљивије представила реликвија коју је направио Свети Елигије, који је, према свом животопису, радио за извесног Лотара, краља Франака (заправо Хлотара II).

## Историја
Нису познати текстуални извори о историји Лотар кристала пре 10. века. Око 10. века, заложен је између грофа и каноника из Ремса у замену за коња. Каноник је тада порекао поседовање кристала. Касније је откривено да је био у његовом поседу. У знак покајања, основао је опатију Волсорт (у данашњој Белгији), где је кристал чуван до 18. века. Током дела овог периода, опати су га користили за причвршћивање својих огртача током мисе.
Године 1793, револуционарне француске снаге су опљачкале Волсорт и бациле кристал у реку Мезу. У 19. веку је украден и лишен свих накита. Поново се појавио у рукама једног белгијског трговца, који је тврдио да је извучен из речног корита и продао га француском колекционару за дванаест франака. Прешао је у власништво британског либералног политичара Ралфа Бернала, који је за њега платио 10 фунти. Године 1855. купио га је Огастус Воластон Френкс у име Британског музеја на аукцији Берналове колекције у Кристију за 267 фунти.
Лотар кристал је био Објекат 53 у емисији „Историја света у 100 објеката“ на ВВС Радију 4 из 2010. године, коју је изабрао и представио директор Британског музеја, Нил Макгрегор.

## Тумачење
Кристал је један од малог броја каролиншких гравираних драгуља створених за кругове око двора, иако његов облик не подсећа много ни на један од осталих. Драгуљ са Лотаровим портретом, који је вероватно био његов лични печат, уграђен је сто година након његове смрти у Лотаров крст за процесију у Ахенској катедрали. Изнета су бројна тумачења функције кристала, као и његовог значења и значаја за лотарингијски двор; његово значење је нејасно и предмет је сталних контроверзи међу научницима.
Тема кристала сугерише да је требало да буде приказан на двору као симбол краљеве улоге у дељењу правде. Његов дизајн може бити алузија на оклоп правде који је носио јеврејски првосвештеник. Према овом тумачењу, кристал је можда био покушај да се визуелно прикаже владарева одговорност да обезбеди правду, користећи библијску паралелу како би га подстакао да подржи идеал мудре владавине који су оличили праведни краљеви Старог завета. Алтернативно, тема кристала симболизује идеализовани однос између Цркве и државе, где Сузана представља Цркву заштићену од својих непријатеља праведним одлукама владара.
Валери Флинт је тврдила да је кристал повезан са бурним разводом Лотара и његове супруге Теутберге, коју је оптужио за инцест и практиковање побачаја. Приказује оправдање жене лажно оптужене за сексуални злочин, а врсту горског кристала од којег је направљен Франци су користили као амајлију. Флинт сугерише да је кристал дизајниран 865. године, када се Лотар привремено помирио са својом женом, да би служио и као прекор краљу због његовог понашања и као амајлија за заштиту краљевског пара од зла.